# 243. Infanterie-Division (Wehrmacht)
Die 243. Infanterie-Division war eine Infanteriedivision des Heeres der deutschen Wehrmacht im Zweiten Weltkrieg. 

## Divisionsgeschichte
Die Division wurde am  9. Juli 1943 auf dem Truppenübungsplatz Döllersheim im Wehrkreis XVII als bodenständige Division aufgestellt. Hierfür wurde die am 10. Juni 1943 aufgestellt Division „B“ herangezogen. Die Bataillone wurden mit sowjetischen Beutewaffen ausgestattet. Am 4. August 1943 wurde die Division zum Oberbefehlshaber West verlegt. Sie kam im nächsten Monat zur Verfügung in die Normandie und wurde dort zur Verteidigung der Küste eingesetzt. Von Oktober 1943 bis Januar 1944 war die Division Teil des XXV. Armeekorps bei der 7. Armee. Am 5. Januar 1944 wurde die Division umgegliedert und war dann ab Februar 1944 Teil des LXXXIV. Armeekorps. Bei der Umgliederung wurde ein Bataillon jedes Regiments mit Pferdefuhrwerken, eines mit Fahrrädern ausgestattet und eines motorisiert. In der Folge wurde die Division zur Kampfstärke aufgefüllt. Teile der Division kamen bei der Schlacht um Cherbourg im Juni 1944 zum Einsatz und erlitten erhebliche Verluste. Die Reste der Division konnte nach Süden ausweichen und sich der Heeresgruppe A anschließen. Sie kämpfte dann gegen amerikanische Einheiten und wurde Ende Juli 1944 als aufgelöst angesehen. Mit der 91. Luftlande-Division vereint, waren die Divisionsreste auf der Halbinsel Cotentin eingesetzt. Hier wurde die Division im August 1944 fast vollständig vernichtet, wobei das Grenadier-Regiment 922 bis nach Cherbourg zurückgedrängt wurde. Am 12. August 1944 wurde eine Auffrischung durch die 182. Reserve-Division befohlen, welche aber nicht durchgeführt wurde. Die Reste waren bis an die Somme zurückverlegt worden. Am 12. September 1944 wurde die Division aufgelöst.

## Kommandeure
- Generalmajor Hermann von Witzleben: vom 1. August 1943 bis 10. Januar 1944
- Generalleutnant Heinz Hellmich: vom 10. Januar 1944 bis 17. Juni 1944 (im Kampf durch einen Bombenangriff gefallen)
- Oberst Bernhard Klosterkemper (ehemaliger Kommandeur des Grenadier-Regiments 920): vom 17. Juni 1944 bis zur Auflösung

## Gliederung
- Grenadier-Regiment 920 mit drei Bataillonen, im Oktober 1943 ging das III. Bataillon nach Südrussland
- Grenadier-Regiment 921 mit drei Bataillonen, im Januar 1944 wurde das I. Bataillon aufgelöst und das Regiment in ein Radfahr-Regiment umgewandelt
- Grenadier-Regiment 922 mit drei Bataillonen, im Januar 1944 wurde das III. Bataillon aufgelöst
- Artillerie-Regiment 243 mit drei Batterien
- ab Januar 1944: Panzerjäger-Abteilung 243 mit drei Kompanien
- Divisions-Einheiten 243